# Chiesa di Santa Maria del Soccorso (Fondi)
La chiesa della Madonna del Soccorso è sita in Via Appia (lato Terracina) a Fondi (provincia di Latina).

## Storia
Mancano dati certi sull'anno di fondazione della chiesa, ma verosimilmente già esisteva alla fine del XIV secolo, ma gli elementi architettonici non facilitano l'opera di datazione precisa della chiesa stessa.
La prima descrizione di essa, tuttavia, risale al 1599 quando il vescovo G.B. Comparini la visitò. In questo periodo la chiesa risulta di patronato dell'Università di Fondi.
La relazione della visita pastorale del vescovo nota che questa chiesa era circondata da pantani e paludi.
Nel 1610 fu ceduta dall'Università di Fondi ai padri Girolamini (detti Gerolomini), ma dopo circa sei anni, causa insalubrità delle vicine paludi, i religiosi dovettero abbandonare la chiesa.

## L'aspetto

### L'esterno
La chiesa ha aspetto gotico con due portali d'ingresso: uno a nord-ovest, l'altro a sud-est. La facciata di sud-est presenta 2 arcate ogivali sorrette al centro da un pilastro; quella di nord-ovest ha un solo arco ogivale affiancato dal vano che ospita la sagrestia.
Il tetto è a doppio spiovente. Sopra il tetto vi è un campanile a vela.

### L'interno
L'interno è a navata unica, con arcate a tutto sesto.
L'affresco nella sagrestia è del XVII secolo: fu commissionato in seguito alla prescrizione fatta dal vescovo Comparini nella visita pastorale del 1599.
All'epoca del Comparini, erano nella chiesa due altari, un'acquasantiera, offerte votive, calici d'oro, paramenti e due raffigurazioni della Madonna col Bambino: una di esse, in alabastro, è del XV secolo ed è attribuita alla bottega di Tommaso Malvito.
Recentemente è stata recuperata una delle due campane della chiesa.
La campana, trasferita al museo di Fondi, presenta un'iscrizione che attribuisce la sua committenza a Onorato II Caetani (1451).
Altri affreschi sono molto sbiaditi: uno di essi rivela l'influsso dello stile di Cristoforo Scacco di Verona, che operò molto a Fondi sotto Onorato II Caetani (fine del XV secolo).